# Облога Теночтітлана
Облога Теночтітлана — військова кампанія у травні-серпні 1521 року іспанських конкістадорів на чолі із Ернаном Кортесом проти ацтеків, що завершилася захопленням й знищенням Теночтітлана. В результаті припинила існування Ацтекська імперія.

## Передумови
Після відступу зі столиці ацтеків під час Ночі скорботи, Ернан Кортес зумів завдати рішучої поразки армії Тескоко 2 липня 1520 року у битві при Отумбі. Кортес в цьому бою прорвався крізь ряди ацтекських воїнів і вбив ацтекського головнокомандувача — Сіуака. Битва маленького загону поранених іспанців, з цією величезною армією відбулася і завдяки неймовірній мужності і вмілим діям двох десятків вершників, очолюваних Кортесом, закінчилася перемогою іспанців.
Слідом за цим іспанці досягли Тлашкали. Найбільш знатні люди Тлашкали з'явилися до Кортеса, щоб підтвердити свою вірність союзу і готовність продовжити боротьбу з ацтеками. Кортес зробив все, щоб ще сильніше прив'язати до себе тлашкаланців. Один з найвпливовіших їхніх вождів отримав у подарунок чудові шати Сіуакі.
Сам Кортес ледве тримався на ногах. В останній битві в долині Отумба йому проломили череп. Кілька днів його життя було в небезпеці, і лише залізний організм та дбайливий догляд повернули його в стрій. Як тільки Кортес підлікувався, він почав готуватися до нових походів. Його гінці прибули у Веракрус з вимогою надіслати підкріплення, арбалети і порох.
У січні 1521 Кортес розкрив змову проти себе й повісив її керівника Антоніо Вільяфану. На початку 1521 року, він зібрав нову армію, в яку ввійшли 600 іспанців, 25000 тлашкаланців. На озброєнні армії було 20 коней та 100 гармат. В цей час на бік Кортеса переходить місто-держава Тескоко.
В цей час у Теночтітлані було відновлено Головний храм, повернуті на колишні місця статуї богів. Але тут спалахнула епідемія віспи. Почавшись у Теотлеко і дійшовши до Панкетцаліцтлі, вона тривала 60 днів, призвівши до численних смертей. Помер також великий тлатоані Куітлауак (обраний замість Монтесуми II). Після смерті Куітлауака імператором було обрано небожа Монтесуми, Куаутемока, тлатоані Тлателолько. Останній розгорнув діяльну підготовку до захисту Теночтітлана. У столиці лагодили зруйновані мости, зашпаровували проломи в греблях, поповнювали запаси озброєння і боєприпасів.
Дбав і про те, щоб придбати союзників і згуртувати сили індіанських племен. Деякі підвладні Теночтітлану міста були звільнені від податків, іншим же податки були знижені. Але вірними Теночтітлану залишилися переважно його сусіди, міста, які могли побоюватися вторгнення військ ацтеків і покарання за непокірність. Віддалені міста і селища воліли вичікувати, не наважуючись відкрито виступати ні проти Куітлауака, ні проти Кортеса.
З метою зміцнення свого становища в країні Ернан Кортес провів декілька походів проти індіанських племен: один похід на схід до моря, інший — в південному і західному напрямках. Були підкорені міста Тепеака, Куаукечоллан, Іцокан, Отумба, Мішкік, Чалько, Уешоцінко, Шальтокан, Тенайюка, Куаутітлан, Ацкапотцалько, Оаштепек, Єкапиштла, Куаунауак і Сочимілько. Під час цих походів іспанці отримали підкріплення з Куби та Ямайки.
При підготовці до походу на Теночтітлан Кортес наказав спорудити 13 бригантин, за допомогою яких збирався встановити контроль на озером Тескоко, без якого неможливо було захопити столицю ацтеків.

## Облога
22 травня 1521 року розпочався другий похід на Теночтітлан. Своєю базою Кортес обрав місто Тескоко. Після цього було захоплено і пограбовано місто Істапалату, проте індіанці знищили греблі, внаслідок цього іспанці опинилися в складному становищі. Втім незабаром було захоплено важливе місто Тлакопан. Наступного дня відбулася битва на озері Тескоко, де іспанські бригантини знищили більшу частину ацтекських човнів.
26 травня розпочалася безпосередня облога столиці ацтеків. Двома колонами керували Педро де Альварадо та Гонсало де Сандоваль, збоку озера, на бригантинах вів наступ Кристобаль де Олід. Проте із самого початку іспанці стикнулися з відчайдушним спротивом. Незважаючи на значно більше війська (у 1,5-2 рази) Кортес не міг у перший місяць досягти вагових результатів. В цій ситуації він наказав зруйнувати великий акведук, що постачав воду до Теночтітлана з гір поблизу Чапультепека. Без прісної води ацтекські захисники опинилися у складному становищі, проте продовжували оборону.
Знайшли ацтеки і дієвий засіб боротьби з бригантинами: вони забивали в дно озера неподалік від дамб палі, невидимі у воді. Натикаючись на них, бригантини застрявали або отримували серйозні пошкодження. Одну з бригантин ацтекам вдалося навіть захопити.
Тривала боротьба виснажувала сили іспанців і їхніх союзників. Кортес став думати про ефективніші засоби, які прискорили би бажану розв'язку. Було вирішено зробити вилазку в саме місто. Діючи спільно з піхотою, моряки вдарили по ацтекських загонах, що обороняли кам'яні бруствери, побудовані у проломах дамби. Кілька разів вони висаджували десанти по той бік проломів і змушували ацтеків відходити все далі і далі. Слідом за авангардними частинами Кортеса рухалися спеціальні загони тлашкаланців, які зашпаровували проломи, звалюючи туди каміння, будівельне сміття та інші матеріали з розібраних брустверів і завалів.
Після декількох годин бою передові частини дійшли до головної магістралі, якою іспанці колись вступили в Теночтітлан. Ця вулиця перетинала столицю з півночі на південь і вела до площі, де знаходився грандіозний храм Уїцилопочтлі. Після цього іспанці рушили головною вулицею, залишаючи за собою руїни будівель, поки не досягли широкого каналу. За наказом Кортеса до каналу підвезли гармати. Після двогодинного обстрілу бруствер було зруйновано і майже всі захисники його перебиті. Під прикриттям вогню іспанський загін перебрався на другий берег і змусив ацтеків відступити до будівлі Головного храму. Його було захоплено іспанськими солдатами, які скинули статую Уїцилопочтлі.
Проте незабаром рішучий контранаступ ацтекських військ змусив іспанців та їхніх союзників-індіанців відступити, опинившись в критичній ситуації. Лише раптова атака кінноти врятувала Кортеса.
26 липня були розпочато генеральний наступ трьома дамбама, проте війська загарбників потрапили у пастку, в результаті чого загинуло декілька сотень індіанців-союзників, 60 іспанців, втрачено 2 гармату і 1 бригантину. В цій ситуації він обрав тактику повного знищення міста. За його наказом іспанці та індіанці почали палити й руйнувати будівлі, засипалися канали. Розширення простору дозволило іспанцям більш ефективно застосовувати гармати та кінноту.
Недалеко від ринкової площі з'єдналися загони Кортеса і Альварадо, що облягали місто з різних сторін. Кортес запропонував Куаутемоку припинити безнадійний опір. Пропозиція про мир супроводжувалося подарунками — хлібом, дичиною, фруктами, які посли Кортеса доставили повелителя ацтеків. На доказ своїх миролюбних намірів Кортес наказав на кілька днів призупинити наступ. Проте ацтеки відмовили. Поступово Кортес захопив дві третини Теночтітлану.
Після цього відбулося 2 генеральних наступи іспанців й їхніх індіанських союзників 13 серпня 1521 року. У цей день іспанцям Гонсало де Сандовалю і його зброєносцю Гарсія Ольгуїну вдалося перехопити невелику флотилію, що відчалила від одного з міських кварталів. В одному з каное виявився правитель ацтеків Куаутемок. Того ж дня чіуакоатль Тлакотцін підписав акт про капітуляцію Теночтітлана. Втрати ацтеків оцінюють у близько 100 тис. вояків й стільки ж цивільних, іспанці втратили близько 800 вояків, їхні союзники — 20 тис.
Завершенням облоги Теночтітлана завершилася існування імперії ацтеків. Вцілілі будівлі захопленого Теночтітлана були зруйновані, поховавши під собою тіла полеглих захисників. Після падіння місто було знищене. Тут постало Мехіко, столиця Нової Іспанії (сучасної Мексики).